# Парящая Птица
Парящая Птица — пещера, расположенная в горном массиве Фишт на территории Адыгеи. Протяжённость 1290 м, проективная длина 580 м, глубина 535 м, площадь 800 м², объём 16000 м³, высота входа 2350 м.
Пещера является частью системы «Парящая птица — Сюрприз» амплитудой 555 м, в которую входят ещё и другие пещеры, а именно: Сюрприз, Бурый Миша, Л8, Ледяной грот.

## Описание
Вход в пещеру находится на юго-восточном склоне южного плато. Он состоит из нескольких отверстий, которые время от времени заваливаются снеговыми массами. Верхняя часть пещеры представляет собой соединённые последовательно разделённые узкими щелями колодцы и шахты, длины которых составляют 25, 21, 18, 35 и 20 м соответственно. Затем начинается узкий, высокий и изгибистый ход с выступами по 6-8 м, который переходит в водопад, высота которого достигает 40 м. Дно колодца даёт начало 200-метровой меандровой галерее, по которой течёт бурная подземная река. Затем начинается серия колодцев глубинами от 20 до 60 м, которые выводят в заваленный известковыми породами зал немалых размеров. Между ними продолжается выводящий после серии колодцев глубиной 5-15 м к 30-метровому колодцу ход. Полость упирается в сифон, длина которого составляет 85 м, а глубина — 18 м. Из сифона вода льётся прямо в галерею.
Шахта пещеры заложена в массиве органических известняковых пород верхнеюрского периода, которые падают в сторону севера по системам трещин 0-20, 80-90, 150—160°. Она полна воды на всём своём протяжении. От середины пещеры до последнего колодца расход воды может достигать 50-70 л. с. Примерно столько же воды расходует водопад в галерее за сифоном. Температура воздуха и воды на глубине 400 м составляет 1-2°С. В полости немного натёков, а из отложений можно обнаружить лишь те, что имеют обвальную природу.

## Сложности прохождения пещеры
Парящая Птица имеет категорию сложности 4Б.

## История исследования
- 1973 г. — Шахта впервые замечена московскими спелеотуристами В. А. Блиновым и Н. А. Ермаковым и пройдена до 220 м[4].
- 1974 г. — московские спелеотуристы под руководством М. М. Зверева прошли пещеру до 260 м.
- 1975 г. — достигнута глубина 470 м совместной экспедицией московской и свердловской спелеосекций под руководством А. Е. Петрова.
- 1978 г. — исследована спелеологами Москвы, Челябинска и Екатеринбурга (рук. А. Ф. Рыжков) до глубины 515 м.
- 1983 г. — красноярские спелеологи под руководством П. В. Миненкова преодолели задний сифон.

## Другие пещеры массива
- Пещера Бегемот
- Пещера Большой приз
- Пещера Бондаревская
- Пещера Белая звёздочка
- Пещера Асланбека